# 博爾季亞京
49°48′28″N 23°23′37″E / 49.80778°N 23.39361°E
博爾季亞京（烏克蘭語：Бортятин），是烏克蘭西部的村莊，隸屬利維夫州的亞沃里夫區。該村始建於1440年，面積5平方公里，海拔高度230米，2023年人口1,613，人口密度每平方公里1,628.18人。